# Bachstraße (Bad Kissingen)
Die Bachstraße befindet sich in Bad Kissingen, der Großen Kreisstadt des unterfränkischen Landkreises Bad Kissingen und beherbergt mehrere Baudenkmäler des Ortes.

## Geschichte

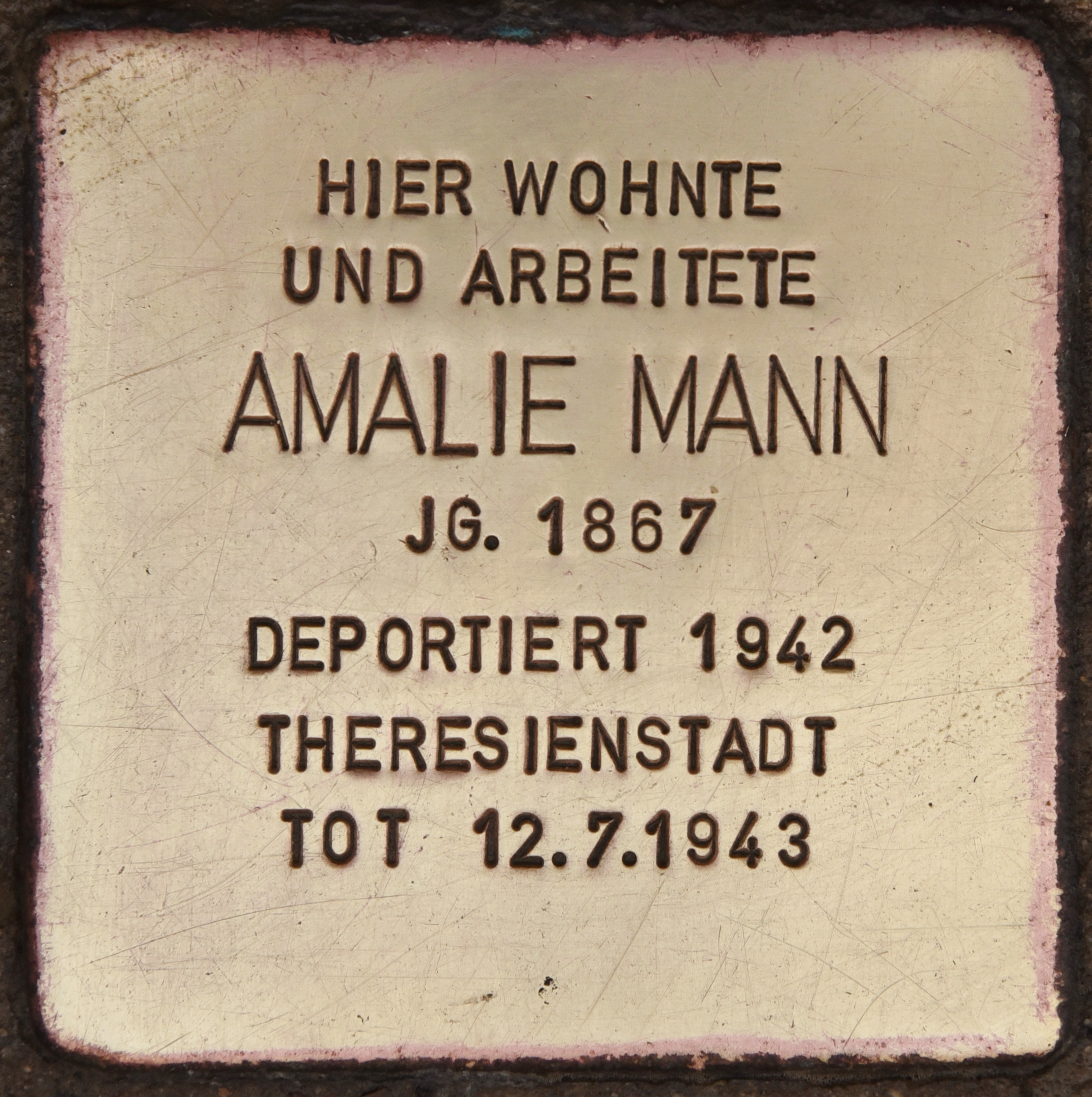
Stolperstein für Amalie Mann

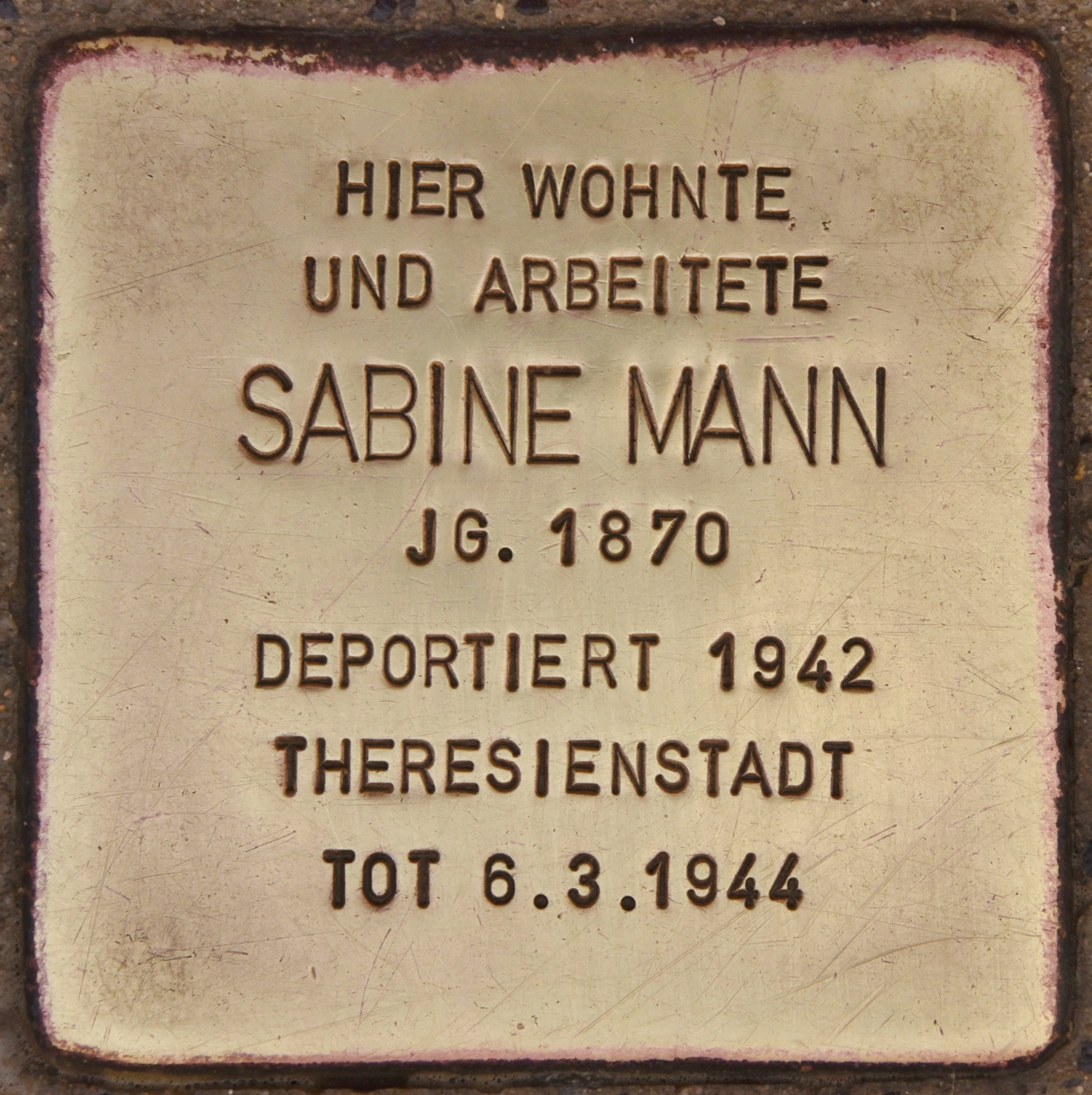
Stolperstein für Sabine Mann

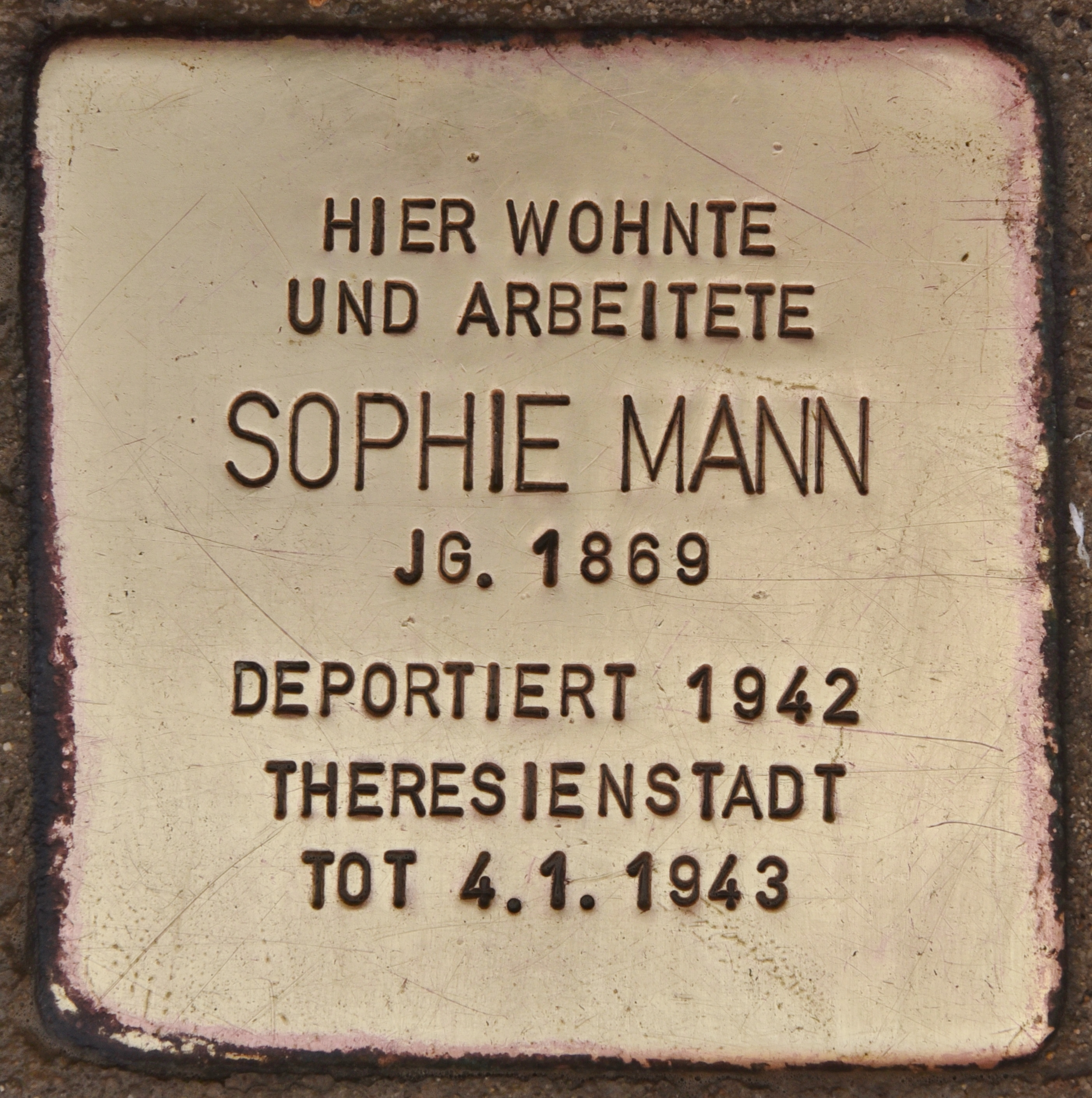
Stolperstein für Sophie Mann

Ihren Namen hat die Bachstraße vom ehemals offenen und heute verbauten und somit unter der Straßendecke verlaufenden Bach, der am Liebfrauensee an der Bad Kissinger Marienkapelle entspringt und in den Bad Kissinger Rosengarten mündet. Der Bach diente der Beseitigung von Unrat und trieb (beispielsweise am heutigen Standort Rathausplatz 5) Mühlen an.
Die Herren von Erthal besaßen hier seit dem 15. Jahrhundert ein Burggut, das von der Bachstraße bis zur Nordwestecke der Stadtbefestigung reichte. Neben dem Burggut gehörte der Familie von Erthal des Weiteren einen Landsitz mit Garten; von diesem Landsitz ist heute lediglich das heutige Caféhaus Palais Erthal in der Von-der-Tann-Straße 1 erhalten geblieben.
Im 17. Jahrhundert richteten die Herren von Erthal in der heutigen Bachstraße für ihre Schutzjuden einen Judenhof an, der aus einem Großteil der heute hier befindlichen Gebäuden bestand und bis zum 19. Jahrhundert von Juden bewohnt war. Die Gebäude des ehemaligen Judenhofs sind um einen viereckigen Binnenhof herum angeordnet. Haus Nr. 3 wurde Anfang des 20. Jahrhunderts aufgestockt, Haus Nr. 8 durch einen Neubau ersetzt.
In den Jahren 1851/52 entstand in der Bachstraße die Alte Synagoge. Als diese zu klein wurde, wurde an der Maxstraße 1900–1902 die Neue Synagoge erbaut. 1927/28 wurde die Alte Synagoge abgerissen.
Während der Zeit des Nationalsozialismus wurden im Jahr 1942 die Schwestern Amalie, Sabine und Sophie Mann, Anwohnerinnen des Anwesens Bachstraße 6, in das Konzentrationslager Theresienstadt deportiert. An sie erinnern vor dem Anwesen befindliche Stolpersteine.
| Foto | Adresse       | Anmerkung |
| ---- | ------------- | --- |
|      | Bachstraße 1  | Gaststätte mit Parkplatz, 1928 (Kern aus dem 17. Jahrhundert), Grundstück Teil des ehemaligen Burgguts der Herren von Erthal |
|      | Bachstraße 3  | Ehemaliger Judenhof, 17. Jahrhundert, um 1910 von Architekt Leonhard Ritter aufgestockt.                                     |
|      | Bachstraße 5a | Ehemaliger Judenhof |
|      | Bachstraße 5b | Ehemaliger Judenhof |
|      | Bachstraße 5c | Ehemaliger Judenhof, mit „1693“ bezeichnet                                                                                   |
|      | Bachstraße 5d | Ehemaliger Judenhof, 17. Jahrhundert                                                                                         |
|      | Bachstraße 9  | im Kern frühes 19. Jahrhundert (mit „1809“ bezeichnet), im frühen 20. Jahrhundert aufgestockt                                |